# Огоннёр-Кубата
Огоннёр-Кубата — залив в дельте реки Оленёк, образуемый протоками Кубалах-Уэся и Улахан-Уэс.
Входит в Оленёкский залив. Административно входит в Булунский улус республики Саха.
В заливе расположена группа островов Огоннёр-Белькёйдере, в которую входят наносные необитаемые острова Улахан-Ары (наиболее крупный), Алахан-Эппет-Арыта, Огоннёр-Арыта, Оччугуй-Эппет-Арыта, Эппет-Белькей.

## Топографические карты
- Лист карты S-50-XXIX,XXX Усть-Оленёк. Масштаб: 1 : 200 000. Издание 1987 г.